# ریبیتول
ریبیتول (به انگلیسی: Ribitol) یک ترکیب شیمیایی با شناسه پاب‌کم ۸۲۷ است. ریبیتول یک الکل پنتوز بلوری است که با کاهش ریبوز تشکیل می‌شود. این ماده به طور طبیعی در دیواره‌های سلولی برخی از باکتری‌های گرم مثبت به شکل ریبیتول فسفات، در اسیدهای تایکوئیک وجود دارد.